# Kubiszewo
Kubiszewo – jezioro w woj. wielkopolskim, w powiecie szamotulskim, w gminie Wronki w południowo-zachodniej części gminy Wronki, w pobliżu leśniczówki Kłodzisko, leżące na terenie Pojezierza Poznańskiego.

## Dane morfometryczne
Powierzchnia zwierciadła wody według różnych źródeł wynosi od 8,5 ha do 10,24 ha (lustra wody i ogólna).
Zwierciadło wody położone jest na wysokości 53,3 m n.p.m.. Maksymalna głębokość zbiornika wynosi 12 m, zaś głębokość średnia wynosi 5,2 m.

## Hydronimia
Według spisu opracowanego przez Komisję Nazw Miejscowości i Obiektów Fizjograficznych (KNMiOF) nazwa tego jeziora to Kubiszewo. Dane z państwowego rejestru nazw geograficznych podają oboczną nazwę tego jeziora: Kupiszewo. W różnych publikacjach i na mapach topograficznych jezioro to występuje właśnie pod nazwą Kupiszewo.